# M9
М9 (също познат като Месие 9 или NGC 6333) е кълбовиден звезден куп в съзвездието Змиеносец.
Открит и каталогизиран е от френския астроном Шарл Месие през 1764 г. В Нов общ каталог се води под номер NGC 6333.
М5 има ширина 45 светлинни години и съдържа 13 променливи звезди. Разстоянието до М9 e изчислено на около 25 800 светлинни години. М9 е един от най-близките кълбовидни звездни купове до центъра на Млечения път намирайки се на разстояние от 5500 светлинни години.